# Waterlooville
Waterlooville est une ville de 64 511 habitants, située dans le Hampshire, en Angleterre, au nord de Portsmouth.
La ville en elle-même compte une population d'environ 10 000 habitants et est entourée de Purbrook (en), Blendworth (en), Cowplain (en), Lovedean (en), Clanfield, Catherington, Crookhorn, Denmead, Hambledon, Horndean et Widley (en). Elle fait partie de la conurbation du Hampshire du Sud. La voie rapide A3 reliant Londres à Portsmouth passe toujours à travers la ville.

## Histoire
D'après la légende Waterlooville tient son nom du pub qui était situé au centre de la ville et qui s'appelait alors Waitland End. Le jour de son ouverture une longue colonne de soldats éreintés, rentrant de la bataille de Waterloo de 1815 et tout juste débarquant de Portsmouth, décidèrent de s'y arrêter et d'y célébrer leur victoire. Selon la légende locale, un grand nombre d'entre eux s'installèrent dans la ville et le pub fut renommé « the Heroes of Waterloo » (les héros de Waterloo). Depuis, les environs du pub furent appelés Waterlooville.
L'original « Heroes » était situé à un carrefour près de l'arrêt de bus principal. Un nouveau pub a repris ce nom et est situé tout au Nord de la zone commerçante.
Le magasin d'électroménager local, appelé Eric Jackson's Ltd, existe depuis 1928 et est le plus ancien détaillant de la ville.
Le centre ville est fermé à la circulation depuis 1981. Une dérivation a été construite afin que la principale zone commerçante devienne piétonne. Un passage souterrain fut créé pour les piétons afin qu'ils puissent circuler le long d'Hambledon road. Entre 1982 et 1983, la vieille route fut totalement reconvertie en zone piétonne. La dérivation fut nommée Maurepas Way quelque temps après le jumelage entre les deux villes en 1995.
En 2002, le conseil municipal a autorisé des promoteurs à construire le centre commercial « Hambledon Road Retail Park » sur la zone initialement piétonne. En conséquence, les piétons et cyclistes durent passer par le parking pour aller au centre-ville.
L'église St. Georges se trouve près du centre-ville. Durant les années 1950 et 1960, les environs connurent une période de forte extension urbaine, de nombreux lotissements à financement public et privés furent construits. Pour faire face à cette forte augmentation de la population, l'église dut être reconstruite en 1970 au même endroit. Certaines parties de l'église originelle furent toutefois conservées.

## Transports
La principale zone commerçante est desservie par plusieurs lignes de bus des compagnies «First in Hampshire & Dorset» et «Stagecoach». Depuis 2006, le centre ville est interdit à toute circulation, à l'exception des bus.
La gare ferroviaire la plus proche est située à Bedhampton, sur la ligne de train entre Londres et Portsmouth. Elle est reliée à Waterlooville par plusieurs lignes de bus.

## Personnages célèbres
- Michael Giles, batteur du groupe King Crimson, y est né en 1942
- Beatrice Shilling (1909-1990), ingénieur aéronautique
- Simon Whitlock, joueur de fléchettes professionnel, né à Cessnock (Australie)

## Jumelages
- Maurepas (France) depuis 1995
- Henstedt-Ulzburg (Allemagne) depuis le 29 mai 2008[1]

## Source et références
- (en) Cet article est partiellement ou en totalité issu de l’article de Wikipédia en anglais intitulé « Waterlooville » (voir la liste des auteurs).

1. ↑  « Partner- & Patenschaften » Site web de la commune de Henstedt-Ulzburg, consulté le 19 mai 2016.